# 共産主義再建党
共産主義再建党（イタリア語: Partito della Rifondazione Comunista, PRC）は、イタリアの政党。共産主義再建党・欧州左派（PRC-SE）、共産主義再建派（Rifondazione Comunista）とも呼称される。
共産主義政党として、PCIの左翼民主党（PDS）への再編に反対して1991年に結党された。イタリア共産党（PCI）の最左派グループを源流としており、イタリアにおける共産主義の再建を目指している。

## 党史

### 結党
1991年2月、イタリア共産党のアキレ・オケット書記長は東西冷戦の終結という情勢から党の穏健化を進め、最終的に共産主義から社会民主主義への転換を決定した。以前から共産党は議会制民主主義との共存を目指してユーロコミュニズムという方針を採っていたが、それでも共産主義の完全な放棄には少なくない反対意見が生じた。PCI指導部が反対を押し切って左翼民主党を結党すると、PCIの古参党員であるアルマンド・コッスタ上院議員が「共産主義再建運動」を提唱した。この動きに党内左派のグループが呼応し、党外でも新左翼系のプロレタリア民主主義が協力を声明した。
1991年12月、イタリアでの共産主義の再建を目指す諸勢力が結集して共産主義再建党が結党された。提唱者のコッスタが党議長に選出され、同じPCI出身のセルジオ・ガラヴィーニ下院議員が初代書記長に就任した。翌年の総選挙で再建党は下院35議席・上院20議席を獲得して第5党となった。1993年、左翼民主党を離党したファウスト・ベルティノッティ下院議員が再建党に入党した。
1994年1月、ベルティノッティが第2代書記長へ選出された事は再建党の転換点となった。同年の総選挙では左翼民主党が中心となる政党連合「 革新同盟」に参加して下院39議席・上院18議席を獲得した。1995年、第一次ベルルスコーニ内閣退陣後に成立したランベルト・ディーニ政権を支持せず、数名の議員が離党してユニテリアン共産主義運動（CU）を結成した。同年に党青年団として「共産主義青年」（GC）が設立された。
1996年4月、総選挙では左翼民主党の新しい政党連合「オリーブの木」に参加しなかったが、緩やかな協力関係を維持した。得票は下院で8.57%にまで達したが議席増加に繋がらず、上院でも伸び悩んで下院35議席・上院10議席に留まった。しかし左派連合の「オリーブの木」と、右派連合の「中道右派連合」が拮抗した情勢でキャスティングボードを握り、最終的に閣外協力という条件で第1次ロマーノ・プローディ政権を擁立した。

### ベルティノッティ主義

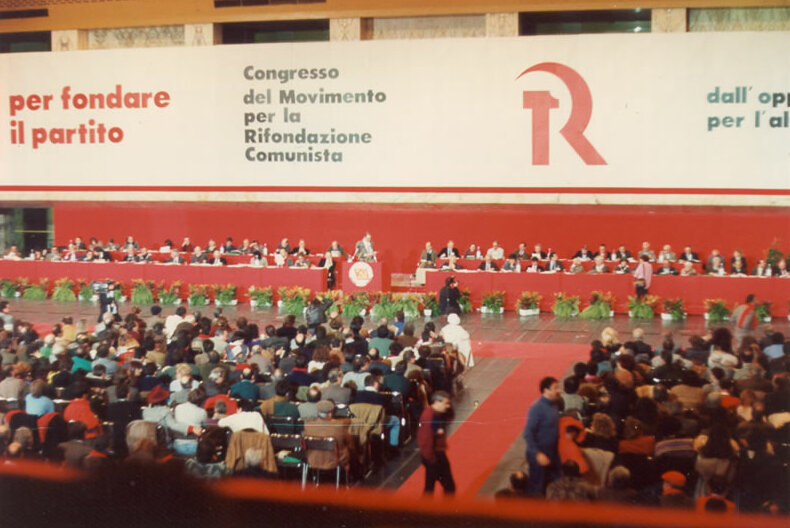
結党大会

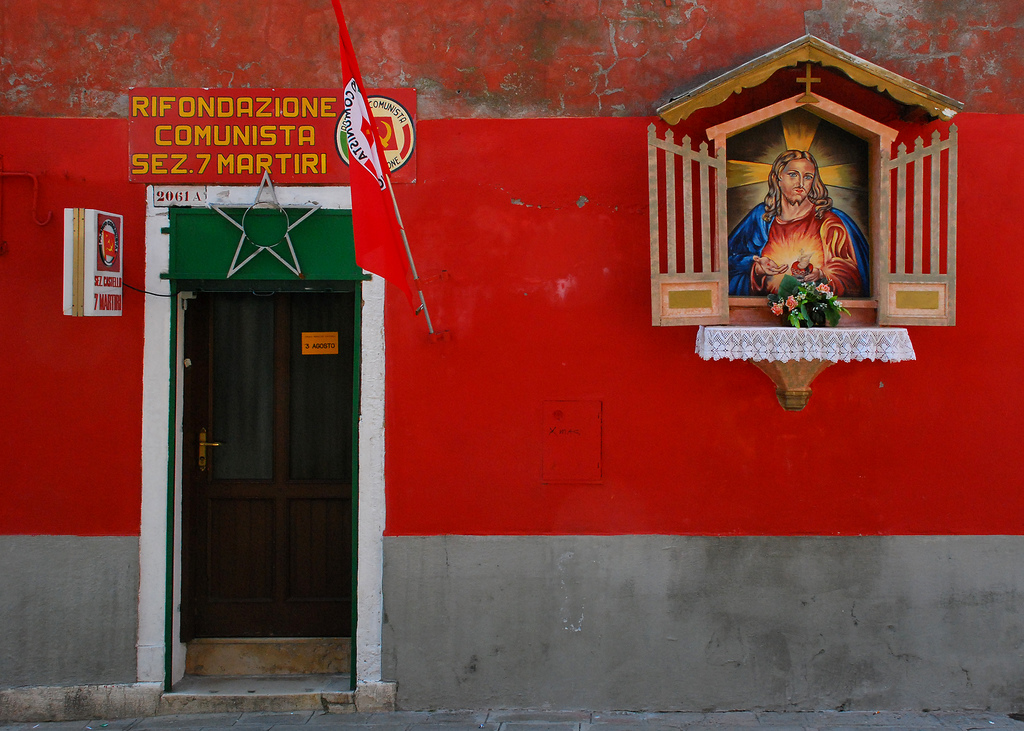
ヴェネト州の再建党支部、建物も赤色に塗装されている

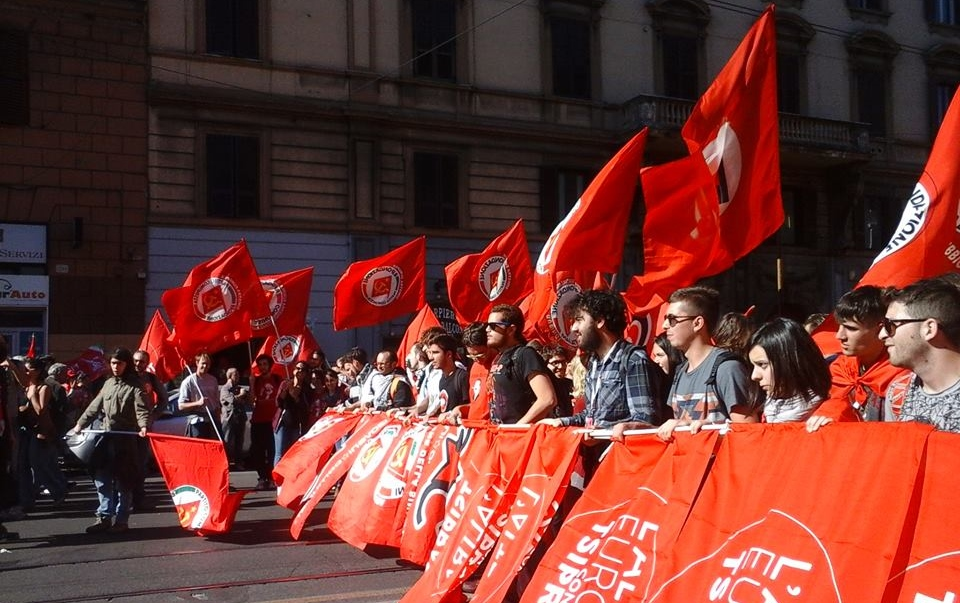
行進する「共産主義青年」のデモ隊

1998年、左翼民主党は左翼民主主義者（DS）として更に穏健化を進め、中道色の強い第1次プロディ政権を巡って再び党内対立が起きた。ベルティノッティ書記長は閣外協力の中止を主張し、コッスタ党議長は左派政権の維持を求めた。再建党の中央委員会が閣外協力中止を議決すると、コッスタは自身の党を離れてイタリア共産主義者党（PdCI）を結党した。コッスタとPdCIは連立支持を続けたものの、議会過半数を失ったプロティ政権は内閣不信任案により退陣した。ベルティノッティと再建党も目的は達成したが、相当数の議員が離脱した事で党勢が大きく後退した。
2001年、同年の総選挙は「共産主義再建」の主導権を巡る争いとなり、再建党は以前よりも退潮したとはいえ5%の得票を集め、共産主義者党は「オリーブの木」に加盟しながら1.7%に留まった。議席数は下院11議席・上院5議席に減少したが旧支持層の大部分が離反しなかった意義は大きく、「イタリア最大の共産主義団体」という立場を確立した。教条的な共産主義者が再建党から去り、代わって党指導部を掌握したベルティノッティ派によって様々な急進的な社会運動が取り込まれ、またイタリアにおける反グローバリズム運動を再建党が主導した。
2004年、欧州左翼党の結成に参加し、並行して「オリーブの木」と関係改善が行われて左翼民主主義者との協力関係が回復した。同年の党大会ではベルティノッティ派（59.2%）、共産主義派（26.2%）、トロツキスト派（14.6%）に支持者が三分された。2005年、同性愛者である事を公表しているベルティノッティ派のニチ・ベンドラ下院議員がプーリア州の知事選に再建党から擁立され、保守的とされる同州で知事当選を果たした。
2006年、再建党は「オリーブの木」を発展的に解消した選挙連合「ルニオーネ」に加入して総選挙を戦い、下院41議席・上院27議席と過去最大の議席数に躍進した。「ルニオーネ」も右派連合に勝利して第2次プロティ政権が成立、今回は再建党も正式に与党入りしてパオロ・フェレーロ下院議員が社会連帯政策担当大臣として入閣した。他にベルティノッティが下院議長に選出され、党派中立の原則に従って書記長職を退いた事からフランコ・ジョルダーノ下院議員が第3代書記長に就任した。

### 党の分裂と衰退
2007年、第2次プロディ政権がレバノン侵攻に対する平和維持軍への参加、及びISAFに対する派兵継続を決定するとヨーロッパ各国の極左勢力から厳しい批判が行われた。再建党でも連立離脱を求める動きが起き、3度目の党内対立が発生した。党指導部は連立残留を決定したが、トロツキストの大部分が離反してイタリア労働者共産党、共産主義者新党、批判的左翼などが相次いで分離した。
2008年、政権基盤が弱体化した第2次プロディ政権は総辞職に追い込まれた。同年の総選挙で再建党はイタリア共産主義者党、民主的左翼、緑の連盟と独自の選挙連合「虹の左翼」を結党したが、得票率は選挙連合全体で3.1%に留まる惨敗に終わり、阻止条項規定によって加盟政党は全議席を喪失した。敗北の責任を取ってベルティノッティは政界を引退、ジョルダーノも書記長を辞任した。後任の書記長は急進運動の統一戦線を目指すニチ・ベンドラ元州知事に対し、伝統的な共産主義政党への回帰を主張する旧コッスタ派に近いパオロ・フェレーロ元大臣が対抗馬に出馬し、僅差でフェレーロが第4代書記長に選出された。
2009年、ベルティノッティ派は左翼のための運動 (MpS)を結党、後に同党は左翼・エコロジー・自由（SEL）に再編された。再建党もコッスタ派の共産主義者党と選挙連合「反資本主義者・共産主義者リスト」を結成したが、同年の欧州議会選挙では得票率3.4%に留まり、議席は獲得できなかった。2012年、反資本主義者・共産主義者リストは左翼連盟として継続されていたが、同年に活動を停止した。2013年、総選挙で中道政党の価値あるイタリア（IdV）と選挙連合「市民革命」を結成したが、得票率は2.2%に留まった。

### 近年の動向
2014年、欧州議会選挙で再建党と左翼・エコロジー・自由が選挙連合「別の欧州をツィプラスと共に」（L'Altra Europa con Tsipras）を結成、阻止条項である4%を僅かに上回る4.03%を得て3議席を獲得した。選挙連合内で再建党には1議席が配分され、エレオノラ・フォルネンザが欧州議会議員に就任した。2015年、左翼連盟が正式に解散された。
2017年、マウリツィオ・アチェルボ元下院議員が第5代書記長に選出された。2018年、総選挙で極左政党の選挙連合「人民へ力を！」(PaP)に再建党も参加を表明したが、得票率は1.1%に留まった。2019年、SELが他政党と合流して結党されたイタリアの左翼（SI）と新たな選挙連合「左翼」を結成して欧州議会選に挑むも、1.75%しか得票できず議席を喪失した。
2019年、五つ星同盟を離党したパオラ・ヌニェス上院議員が再建党に入党、11年振りに国会議席が復活した。

## 執行部

### 党議長
- 初代 - アルマンド・コッスタ（英語版）（1991年 - 2006年）

### 書記長
- 初代 - セルジオ・ガラヴィーニ（英語版）（1991年 - 1994年）
- 第2代 - ファウスト・ベルティノッティ（1994年 - 2006年）
- 第3代 - フランコ・ジョルダーノ（英語版）（2006年 - 2008年）
- 第4代 - パオロ・フェレーロ（英語版）（2008年 - 2017年）
- 第5代 - マウリツィオ・アチェルボ（英語版）（2017年 - 現在）

## 党勢

### 支持率
- 選挙における支持率（選挙連合に参加したものを含む）

- 人口上位10州における支持率[19]

| 選挙区                 | 総選挙 （1994年） | 地方選 （1995年） | 総選挙 （1996年） | 欧州議会選 （1999年） | 地方選 （2000年） | 総選挙 （2001年） | 欧州議会選 （2004年） | 地方選 （2005年） | 総選挙 （2006年） | 総選挙 （2008年） | 欧州議会選 （2009年） | 地方選 （2010年） | 総選挙 （2013年） | 欧州議会選 （2014年） |
| ピエモンテ州           | 5.9               | 9.3               | 10.3              | 4.6                   | 5.5               | 5.9               | 6.6                   | 6.4               | 5.9               | 3.4               | 3.3                   | 2.6               | 2.1               | 4.1                   |
| ロンバルディア州       | 5.1               | 7.7               | 6.8               | 4.0                   | 6.4               | 5.0               | 5.6                   | 5.7               | 5.5               | 2.9               | 2.7                   | 2.0               | 1.6               | 3.5                   |
| ヴェネト州             | 4.4               | 5.0               | 5.3               | 2.8                   | 3.0               | 3.9               | 3.9                   | 3.5               | 3.9               | 2.2               | 1.8                   | 1.6               | 1.3               | 2.8                   |
| エミリア・ロマーニャ州 | 6.6               | 7.6               | 8.3               | 5.0                   | 5.8               | 5.5               | 6.3                   | 5.7               | 5.6               | 3.0               | 3.1                   | 2.8               | 1.9               | 4.1                   |
| トスカーナ州           | 10.1              | 11.1              | 12.5              | 7.4                   | 6.7               | 6.9               | 9.1                   | 8.2               | 8.2               | 4.5               | 5.1                   | 5.3               | 2.7               | 5.1                   |
| ラツィオ州             | 6.6               | 9.2               | 10.4              | 4.9                   | 5.4               | 5.2               | 7.1                   | 5.9               | 7.4               | 3.3               | 3.7                   | 2.7               | 2.6               | 4.7                   |
| カンパニア州           | 6.9               | 9.2               | 9.1               | 4.0                   | 3.8               | 4.8               | 6.0                   | 4.1               | 6.1               | 2.7               | 3.8                   | 1.6               | 2.6               | 3.8                   |
| プッリャ州             | 7.0               | 8.1               | 7.5               | 3.3                   | 3.6               | 4.7               | 6.0                   | 5.1               | 5.7               | 3.0               | 3.3                   | 3.3               | 2.4               | 4.3                   |
| カラブリア州           | 9.3               | 8.7               | 10.0              | 4.3                   | 3.0               | 3.4               | 5.8                   | 5.1               | 6.0               | 3.2               | 6.7                   | 4.0               | 2.9               | 4.2                   |
| シチリア州             | –                 | 4.3 (1996)        | 7.0               | 2.2                   | 2.4 (2001)        | 3.2               | 3.6                   | – (2006)          | 3.2               | 2.6               | 2.2                   | 4.9 (2008)        | 3.4               | 3.6                   |

### 選挙結果
| 代議院 (下院) |                        |     |          |     |                              |
| 実施年度      | 得票率                 | %   | 議席数   | +/− | 党指導者                     |
| 1992年        | 2,202,574 (5th)        | 5.6 | 35 / 630 | –   | セルジオ・ガラヴィーニ       |
| 1994年        | 2,334,029 (6th)        | 6.0 | 39 / 630 | 4   | ファウスト・ベルティノッティ |
| 1996年        | 3,215,960 (5th)        | 8.5 | 35 / 630 | 4   | ファウスト・ベルティノッティ |
| 2001年        | 1,868,659 (5th)        | 5.0 | 11 / 630 | 24  | ファウスト・ベルティノッティ |
| 2006年        | 2,229,604 (5th)        | 5.8 | 41 / 630 | 30  | ファウスト・ベルティノッティ |
| 2008年        | 「虹の左翼」に参加     | –   | 0 / 630  | 41  | ファウスト・ベルティノッティ |
| 2013年        | 「市民革命」に参加     | –   | 0 / 630  | –   | パオロ・フェレーロ           |
| 2018年        | 「人民へ力を！」に参加 | –   | 0 / 630  | –   | マウリツィオ・アチェルボ     |

| 元老院（上院) |                        |     |          |     |                              |
| 実施年度      | 得票率                 | %   | 議席数   | +/− | 党指導者                     |
| 1992年        | 2,163,317 (5th)        | 6.5 | 20 / 315 | –   | セルジオ・ガラヴィーニ       |
| 1994年        | into AdP               | –   | 18 / 315 | 2   | ファウスト・ベルティノッティ |
| 1996年        | 934,974 (4th)          | 2.9 | 11 / 315 | 7   | ファウスト・ベルティノッティ |
| 2001年        | 1,708,707 (3rd)        | 5.0 | 5 / 315  | 6   | ファウスト・ベルティノッティ |
| 2006年        | 2,518,624 (5th)        | 7.4 | 27 / 315 | 22  | ファウスト・ベルティノッティ |
| 2008年        | 「虹の左翼」に参加     | –   | 0 / 315  | 27  | ファウスト・ベルティノッティ |
| 2013年        | 「市民革命」に参加     | –   | 0 / 315  | –   | パオロ・フェレーロ           |
| 2018年        | 「人民へ力を！」に参加 | –   | 0 / 630  | –   | マウリツィオ・アチェルボ     |

| 欧州議会 |                                      |     |        |     |                              |
| 実施年度 | 得票率                               | %   | 議席数 | +/− | 党指導者                     |
| 1994年   | 1,991,977 (6th)                      | 6.1 | 5 / 87 | –   | ファウスト・ベルティノッティ |
| 1999年   | 1,330,341 (4th)                      | 4.3 | 4 / 87 | 1   | ファウスト・ベルティノッティ |
| 2004年   | 1,971,700 (7th)                      | 6.0 | 5 / 78 | 1   | ファウスト・ベルティノッティ |
| 2009年   | 1,038,247 (6th)                      | 3.4 | 0 / 72 | 5   | パオロ・フェレーロ           |
| 2014年   | 「別の欧州をツィプラスと共に」に参加 | –   | 1 / 73 | 1   | パオロ・フェレーロ           |
| 2019年   | 「左翼」に参加                       | –   | 0 / 73 | 1   | マウリツィオ・アチェルボ     |

1. ↑  イタリア共産主義者党との統一リストで参加

## 国際交流
- 日本共産党
  - 第22回(2000年11月)[21]、第23回(2004年1月)[22]、第24回(2006年1月)大会[23]に来賓参加。なお共産党からは再建党の第7・8回党大会にメッセージを送ると共に、しんぶん赤旗の現地特派員が代表として出席している[24][25]。